# 1986年ウィンブルドン選手権
1986年 ウィンブルドン選手権（1986ねんウィンブルドンせんしゅけん、The Championships, Wimbledon 1986）は、イギリス・ロンドン郊外にある「オールイングランド・ローンテニス・アンド・クローケー・クラブ」にて、1986年6月23日から7月6日にかけて開催された。

## シード選手

### 男子シングルス
1. イワン・レンドル　（準優勝）
2. マッツ・ビランデル　（4回戦）
3. ジミー・コナーズ　（1回戦）
4. ボリス・ベッカー　（優勝、大会2連覇）
5. ステファン・エドベリ　（3回戦）
6. ヨアキム・ニーストロム　（3回戦）
7. アンリ・ルコント　（ベスト4）
8. アンダース・ヤリード　（2回戦）
9. アンドレス・ゴメス　（1回戦）
10. ティム・メイヨット　（ベスト8）
11. ケビン・カレン　（1回戦）
12. ブラッド・ギルバート　（4回戦）
13. ミカエル・ペルンフォルス　（4回戦）
14. マルティン・ハイテ　（2回戦）
15. ギレルモ・ビラス　（1回戦）
16. ヨハン・クリーク　（2回戦）

### 女子シングルス
1. マルチナ・ナブラチロワ　（優勝、大会5連覇）
2. クリス・エバート・ロイド　（ベスト4）
3. ハナ・マンドリコワ　（準優勝）
4. クラウディア・コーデ＝キルシュ　（3回戦）
5. パム・シュライバー　（1回戦）
6. キャシー・リナルディ　（1回戦）
7. ヘレナ・スコバ　（ベスト8）
8. マニュエラ・マレーバ　（4回戦）
9. ジーナ・ガリソン　（2回戦）
10. ガブリエラ・サバティーニ　（ベスト4）
11. カーリン・バセット　（4回戦）
12. ステファニー・レイヒ　（1回戦）
13. バーバラ・ポッター　（大会開始前に棄権）
14. ウェンディ・ターンブル　（1回戦）
15. カタリナ・リンドクイスト　（ベスト8）
16. キャシー・ジョーダン　（4回戦）

## 大会経過

### 男子シングルス
準々決勝
- イワン・レンドル vs.  ティム・メイヨット　6-4, 4-6, 6-4, 3-6, 9-7
- スロボダン・ジボイノビッチ vs.  ラメシュ・クリシュナン　6-2, 7-6, 4-6, 6-3
- ボリス・ベッカー vs.  ミロスラフ・メチージュ　6-4, 6-2, 7-6
- アンリ・ルコント vs.  パット・キャッシュ　4-6, 7-6, 7-6, 6-3

準決勝
- イワン・レンドル vs.  スロボダン・ジボイノビッチ　6-2, 6-7, 6-3, 6-7, 6-4
- ボリス・ベッカー vs.  アンリ・ルコント　6-2, 6-4, 6-7, 6-3

### 女子シングルス
準々決勝
- マルチナ・ナブラチロワ vs.  ベッティーナ・バンジ　6-1, 6-3
- ガブリエラ・サバティーニ vs.  カタリナ・リンドクイスト　6-2, 6-3
- ハナ・マンドリコワ vs.  ロリ・マクニール　6-7, 6-0, 6-2
- クリス・エバート・ロイド vs.  ヘレナ・スコバ　7-6, 4-6, 6-4

準決勝
- マルチナ・ナブラチロワ vs.  ガブリエラ・サバティーニ　6-2, 6-2
- ハナ・マンドリコワ vs.  クリス・エバート・ロイド　7-6, 7-5

## 決勝戦の結果
男子シングルス
- ボリス・ベッカー vs.  イワン・レンドル　6-4, 6-3, 7-5

女子シングルス
- マルチナ・ナブラチロワ vs.  ハナ・マンドリコワ　7-6, 6-3

男子ダブルス
- マッツ・ビランデル＆ ヨアキム・ニーストロム vs.  ピーター・フレミング＆ ゲーリー・ドネリー　7-6, 6-3, 6-3

女子ダブルス
- マルチナ・ナブラチロワ＆ パム・シュライバー vs.  ハナ・マンドリコワ＆ ウェンディ・ターンブル　6-1, 6-3

混合ダブルス
- ケン・フラック＆ キャシー・ジョーダン vs.  ハインツ・ギュンタード＆ マルチナ・ナブラチロワ　6-3, 7-6

## みどころ
- 女子シングルス優勝者のマルチナ・ナブラチロワが大会「5連覇」を達成し、連続優勝記録で1976年-1980年のビョルン・ボルグに並んだ。ナブラチロワの女子シングルス優勝回数も「7勝」となり、ドロテア・ダグラス・チェンバース（1878年 - 1960年）と並ぶ大会歴代2位タイにつけた。前年に男子シングルスで「17歳7ヶ月」の大会最年少優勝記録を樹立したボリス・ベッカーは、大会2連覇の最年少記録も打ち立てた。